# Cercle de Bougouni
Le cercle de Bougouni est une collectivité territoriale malienne dans la région de Bougouni.

## Communes
De 1999 à 2023, le cercle de Bougouni compte une commune urbaine : Bougouni et 25 communes rurales : Bladié-Tiémala, Bougouni, Danou, Débélin, Défina, Dogo, Domba, Faradiélé, Faragouaran, Garalo, Keleya, Kokélé, Kola, Koumantou, Kouroulamini, Méridiéla, Ouroun, Sanso, Sibirila, Sido, Syen Toula, Tiémala-Banimonotié, Wola, Yinindougou, Yiridougou et Zantiébougou.
Depuis 2023, le cercle est divisé en 4 arrondissements et 13 communes, 221 VFQ : villages, fractions et quartiers, il est codé en  1501.
| Code   | Arrondissement                     |
| ------ | ---------------------------------- |
| 150101 | Arrondissement central de Bougouni |
| 150102 | Arrondissement de Kéléya           |
| 150103 | Arrondissement de Zantiébougou     |
| 150104 | Arrondissement de Faragouaran      |

| Code     | Commune             | Chef-lieu    | VFQ |
| -------- | ------------------- | ------------ | --- |
| 15010101 | Bougouni            | Bougouni     | 31  |
| 15010102 | Faradiélé           | Faradiélé    | 9   |
| 15010103 | Kokélé              | Kokélé       | 13  |
| 15010104 | Kola                | Kola-Sokoro  | 10  |
| 15010105 | Sido                | Sido         | 17  |
| 15010106 | Tiémala-Banimonotié | Kologo       | 28  |
| 15010201 | Kéléya              | Kéléya       | 22  |
| 15010202 | Ouroun              | Ouroun       | 7   |
| 15010203 | Syentoula           | Syentoula    | 12  |
| 15010301 | Zantiébougou        | Zantiébougou | 43  |
| 15010401 | Danou               | Torakoro     | 11  |
| 15010402 | Faragouaran         | Faragouaran  | 11  |
| 15010403 | Kouroulamini        | N'Tentou     | 7   |

## Environnement
Bofara est une commune malienne, dans le cercle de et la région de région de Bougouni.